# Achille Mbembe
Achille Mbembe właśc. Joseph Achille Mbembe (ur. 1957) – kameruński filozof, teoretyk polityki, historyk. Autor książek na temat afrykańskiej historii i polityki.

## Biografia
Urodził się niedaleko Otélé w Kamerunie w 1957 roku. Uzyskał stopień doktora historii na Uniwersytecie w Sorbonie w 1989. Następnie ukończył studia podyplomowe w paryskim Instytucie Nauk Politycznych.
Mbembe był adiunktem historii na Uniwersytecie Columbia w Nowym Jorku w latach 1988–1991, starszym pracownikiem naukowym w Brookings Institution w Waszyngtonie w latach 1991–1992, profesorem nadzwyczajnym historii na Uniwersytecie Pensylwanii w latach 1992–1996, dyrektorem wykonawczym Rady ds. Rozwoju Badań Nauk Społecznych w Afryce w Dakarze w Senegalu w latach 1996–2000. Był również także profesorem wizytującym na Uniwersytecie Kalifornijskim w Berkeley w 2001 roku oraz profesorem wizytującym na Uniwersytecie Yale w 2003 roku Był profesorem historii i polityki w WEB Du Bois Research Institute na Uniwersytecie Harvarda. W 2020 roku Mbembe wygłosił prezydencki wykład z nauk humanistycznych na Uniwersytecie Stanforda.
Mbembe obszernie pisał o historii i polityce Afryki. Otrzymał ocenę A1 od National Research Foundation (South Africa).

## Obecna działalność
Mbembe jest członkiem kadry Wits Institute for Social and Economic Research (WISER) na Uniwersytecie Witwatersrand. Corocznie odwiedza Franklin Humanities Institute na Duke University.
Jest współredaktorem czasopisma naukowego „Public Culture”.

## Działalność naukowa
Główne zainteresowania badawcze Mbembe to historia Afryki, studia postkolonialne oraz polityka i nauki społeczne. Chociaż nazywany jest teoretykiem postkolonialnym (ze względu na tytuł swojej pierwszej angielskiej książki), to odrzuca tę etykietę, ponieważ postrzega swoje badania jako projekt zarówno akceptacji, jak i transcendencji różnicy, a nie powrotu do pierwotnej, marginalnej, niemetropolitalnej ojczyzny.
Do jego najważniejszych dzieł należą: 
- Les jeunes et l'ordre politique en Afrique noire (1985)[10],
- La naissance du maquis dans le Sud-Cameroun, 1920–1960: histoire des usages de la raison en colonie (1996)[11][12],
- De la postcolonie. Essai sur l'imagination politique dans l'Afrique contemporaine (2000)[13],
- Sortir de la grande nuit essai sur l'Afrique décolonisée; suivi d'un entretien avec l'auteur (2003)[14],
- Critique de la raison nègre (2013)[15].

Jego główna praca On the Postcolony została przetłumaczona na język angielski i wydana przez University of California Press w 2001 roku. Praca ta została ponownie opublikowana przez University of Wits Press z nową przedmową autora. W tekście Mbembe argumentuje, że akademicki i powszechny dyskurs na temat Afryki jest splątany z różnymi stereotypami związanymi z zachodnimi fantazjami i lękami. W ślad za Frantzem Fanonem i Zygmuntem Freudem Mbembe utrzymuje, że ten obraz nie jest odzwierciedleniem autentycznej Afryki, ale nieświadomą projekcją związaną z poczuciem winy, wyrzeczeniem się i przymusem powtórzenia. Podobnie jak James Ferguson, VY Mudimbe i inni, Mbembe interpretuje Afrykę nie jako określone wyizolowane miejsce, ale jako napiętą relację między nią a resztą świata, która rozgrywa się jednocześnie na poziomie politycznym, psychicznym, semiotycznym i seksualnym. Mbembe twierdzi, że koncepcja biowładzy Michela Foucaulta – jako połączenia władzy dyscyplinarnej i biopolityki – nie wystarcza już do wyjaśnienia tych współczesnych form podporządkowania. Do spostrzeżeń Foucaulta dotyczących pojęć suwerennej władzy i biowładzy Mbembe dodaje koncepcję nekropolityki, która wykracza poza zwykłe „wpisywanie ciał w aparaty dyscyplinarne”. Omawiając przykłady Palestyny, Afryki i Kosowa, Mbembe pokazuje, w jaki sposób suwerenna władza jest obecnie realizowana poprzez tworzenie stref śmierci, w których śmierć staje się ostatecznym przejawem dominacji i podstawową formą oporu.
Badał również Johannesburg jako miasto metropolitalne oraz prace Frantza Fanona. 

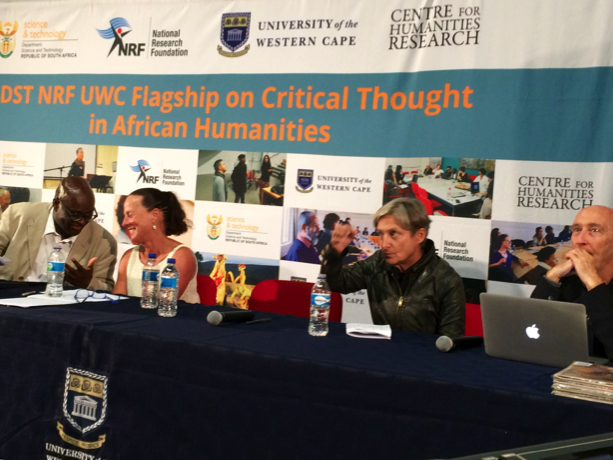
Mbembe, Wendy Brown, Judith Butler i David Theo-Goldberg w 2016 roku

## Anulowanie wystąpienia w Ruhrtriennale
W maju 2019 roku niemiecki parlament przyjął uchwałę określającą ruch BDS (Boycott, Divestment and Sanctions) jako antysemicki. Ponadto wszystkim landom niemieckim zalecono odmowę finansowania ze środków publicznych wydarzeń lub osób wspierających ten ruch. Na początku 2020 roku komisarz federalny ds. życia żydowskiego i walki z antysemityzmem, Felix Klein, wezwał do odwołania przemówienia Mbembe zaplanowanego na 14 sierpnia tego roku na Ruhrtriennale. Twierdził, że Mbembe „zrelatywizował Holokaust i odmówił Izraelowi prawa do istnienia”. Zaproszenie zostało wycofane, a sam festiwal odwołany z powodu pandemii COVID-19.
Dowody na to oskarżenie oparto na komentarzach, które Mbembe poczynił w dwóch książkach, w których przedstawił podobieństwa między polityką separatystów stosowaną podczas konfliktu izraelsko-palestyńskiego w czasie wojny sześciodniowej i Republiki Południowej Afryki w okresie apartheidu. Mbembe był wspierany przez grupy izraelskich i żydowskich naukowców, w tym kilku wybitnych niemieckich badaczy Holokaustu. Pojawiły się obawy co do tego, co niektórzy uważali za „uzbrojenie antysemityzmu” , a później w grudniu tego samego roku przedstawiciele 32 instytucji kulturalnych wydali deklarację zarówno odrzucającą ruch BDS, jak i jednocześnie ostrzegającą, że zamiast ograniczać antysemityzm, rezolucja stwarzała zagrożenie dla wolności słowa . W odpowiedzi Monika Grütters, niemiecka ministra kultury, stwierdziła, że instytucje kulturalne balansują na linie między swobodami artystycznymi a społecznie akceptowalnymi ideami, a antysemityzm jest kwestią „czerwonej linii”.

## Nagrody
- 2015: Geschwister-Scholl-Preis za pracę Critique de la raison nègre[23].
- 2018: Nagroda Gerdy Henkel[24].

## Życie prywatne
Mbembe jest żonaty z Sarah Nuttall, która jest profesorką literaturoznawstwa i kulturoznawstwa oraz dyrektorką Wits Institute for Social and Economic Research na Uniwersytecie Witwatersrand w Johannesburgu. Napisali razem kilka tekstów i mają dwoje dzieci.

## Publikacje

### Książki (po angielsku)
- On the Postcolony, University of California Press, 2001. ISBN 978-0-520-20434-8
- Critique of Black Reason, Duke University Press, 2017. ISBN 978-0-8223-7323-0
- Necropolitics, Duke University Press, 2019. ISBN 978-1-4780-0722-7
- Out of the Dark Night: Essays on Decolonization, Columbia University Press, 2021. ISBN 978-0-231-16028-5
- The Earthly Community: Reflections on the Last Utopia, V2_Publishing, Rotterdam, 2022. ISBN 978-90-828935-3-3

### Książki (po francusku)
- Les Jeunes et l'ordre politique en Afrique noire, Éditions L'Harmattan, 1985. ISBN 2-85802-542-8
- La naissance du maquis dans le Sud-Cameroun, 1920–1960: histoire des usages de la raison en colonie, Karthala, 1996. ISBN 978-2-86537-600-1
- De La Postcolonie, essai sur l'imagination politique dans l'Afrique contemporaine, La Découverte, 2020. ISBN 978-2-348-05750-2
- Du Gouvernement prive indirect, Dakar 199. ISSN 0244-7827
- Sortir de la grande nuit – Essai sur l'Afrique décolonisée, La Découverte / Poche, 2014. ISBN 978-2-7071-7664-6
- Critique de la raison nègre, Éditions La Découverte, 2015. ISBN 978-2-7071-8793-2
- Politiques de l'inimitié, Institució Alfons el Magnànim-Centre Valencià d'Estudis i d'Investigació, 2019. ISBN 978-84-7822-792-1
- Brutalisme Editions, Éditions La Découverte, 2020. ISBN 978-2-348-05749-6

### Publikacje przetłumaczone na język polski
- Polityka wrogości, przeł. z j. francuskiego Urszula Kropiwiec. Nekropolityka, przeł. z j. angielskiego Katarzyna Bojarska, Wydawnictwo Karakter, Kraków 2018. ISBN 978-83-65271-56-3
- Brutalizm, przeł. z j. francuskiego Oskar Hedemann, Wydawnictwo Karakter, Kraków 2024. ISBN 978-83-68059-07-6

### Artykuły
- The Society of Enmity, „Radical Philosophy, RP 200 (Nov/Dec 2016).
- Provisional Notes on the Postcolony, „Africa: Journal of the International African Institute” Vol. 62, No. 1 (1992).
- Le droit universel à larespiration, „Analyse Opinion Critique”, Yale University.
- La démondialisation, „Esprit”, 2018/12 (December).
- Necropolitics, „Public Culture”, Volume 15, Number 1, Winter 2003, pp. 11–40, Duke University Press.